# Hrabstwo Anderson (Tennessee)
Hrabstwo Anderson (ang. Anderson County) – hrabstwo w stanie Tennessee w Stanach Zjednoczonych. Obszar całkowity hrabstwa obejmuje powierzchnię 344,82 mil² (893,08 km²). Według szacunków United States Census Bureau w roku 2009 miało 74 849 mieszkańców.
Hrabstwo powstało w 1801 roku. 

## Miasta
- Clinton
- Norris
- Oliver Springs
- Rocky Top[4]

## CDP

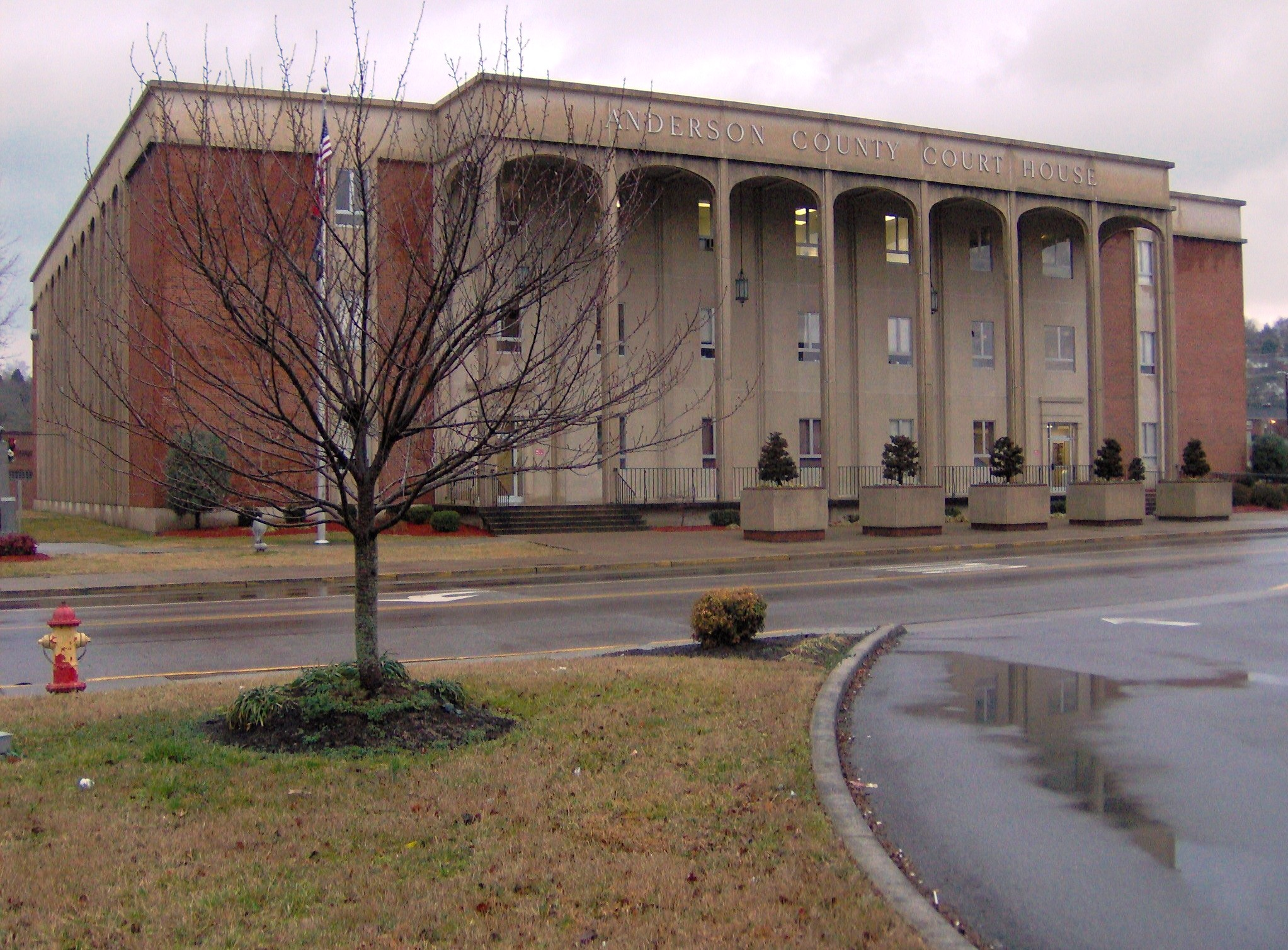
Budynek administracji hrabstwa (courthouse) w Clinton

- Andersonville[4]